# 国际航空株式会社
国际航空株式会社為1937年5月20日在满洲国建立的国际航空公司。後來，此公司被大日本航空吸收合併。

## 沿革
1932年3月1日满洲国成立。此后开设了满洲航空株式会社承担满洲国内和往返日本內地各大城市，以及尚属国府有效统治的天津等城市的航班。1937年，日本考虑开设经由满洲国往欧洲航线，在永远三郎(永淵三郎)的争取努力下，满航与德国汉莎航空决议开通新京到柏林之航班。于是成立了满航全资控股子公司是为本公司。注册资本为500万日圓。
当时的航线可选的有飞经蘇聯境内的北线和飞经中南半岛，印度和英属中东的南线。二者都有包括英国海外航空，荷兰皇家航空和法国航空运营。唯独没有直接穿过中亚的航线。于是国航开通了东京-新京-新疆安西-喀布尔-巴格达-罗德岛到柏林的新线路。
抗日战争爆发后，中华民国境内所有实际由国府或中国势力控制的机场均不可用，欧洲局势亦日趋紧张。最终于1938年12月1日，国航和日本航空运输公司合并入新组建的大日本航空。

## 机队
满洲国航向容克斯购入了两台He116飞机，1938年4月23日，两机在英国授权许可下自德国起飞经由上文提到的南线，终于在29日飞抵满洲国并开始在满洲航空服役。

## 目的地

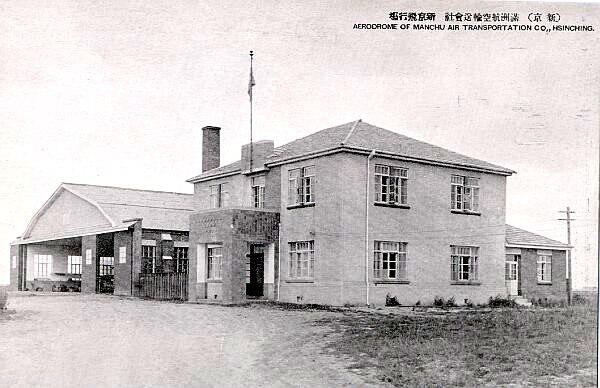
新京机场（新京飛行場）

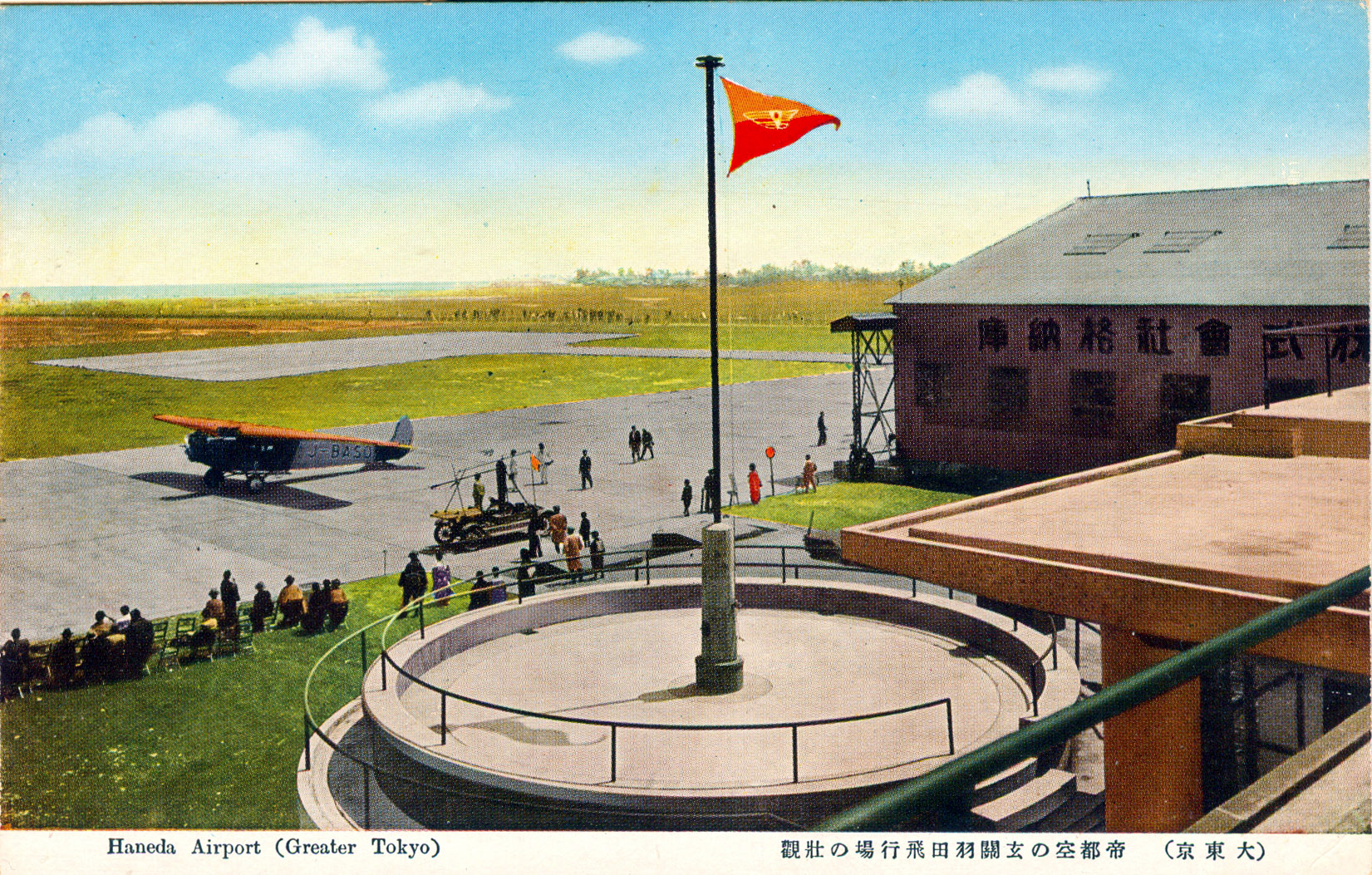
东京羽田机场（東京飛行場）

- 亚洲
  - 新京 - 新京飛行場
  - 东京 - 東京飛行場
  - 喀布尔 - 喀布尔飛行場
  - 巴格达 - 巴格达飛行場

- 欧洲
- - 罗德岛（義屬） - 馬里查飛行場（英语：Rhodes Maritsa Airport）
  - 柏林 - 滕珀爾霍夫飛行場